# Pont de Fernando Reig
El Pont de Fernando Reig és un dels ponts que es troben a la ciutat d'Alcoi, a la comarca de l'Alcoià (País Valencià). Van encapçalar el projecte els enginyers de camins, canals i ports José Antonio Fernández Ordóñez i Julio Martínez Calzón, i també van formar part de l'equip Manuel Burón Maestro, Francisco Millanés Mato, Ángel Ortíz Bonet i Javier Marco Ventura. L'estructura va ser realitzada per Dragados y Construcciones, S.A., segons projecte i direcció d'obra de IDEAM, S.A. consultora de PACADAR, especialitzada en formigons prefabricats i posseïdora de la patent Freyssinet per a formigons pretesats.
És un dels ponts urbans més importants de la segona meitat del segle XX i un dels ponts de tirants més destacats dels seus autors. Al moment de la seua execució va ser el de major llum del món amb tauler prefabricat.
Forma part de la ronda d'Alcoi. Destaquen les línies geomètriques, així com els grans tirants dels dos costats de la construcció, asimètrics, que embolica la vista. El conjunt de línies geomètriques contrasta amb els paratges naturals que l'envolten.
L'agost de 2016, el pont es va tancar per obres de reparació i es va reinaugurar a l'abril del 2018. El seu tancament va donar lloc a nombrosos problemes en la fluïdesa de vehicles a la ciutat. A causa de les obres, ponts com el de Maria Cristina van haver de tornar-se de doble sentit.